# Рибофлавин-зависимая непереносимость физической нагрузки
Рибофлавин-зависимая непереносимость физической нагрузки (недостаточность SLC25A32) - заболевание, вызываемое мутациями гена SLC25A32, который кодирует митохондриальный транспортер фолата. Назначение рибофлавина значительно улучшает состояние пациентов.

## Симптомы
У пациентов отмечается непереносимость физической нагрузки. Могут наблюдаться двигательно-мышечные нарушения, такие как атаксия, дизартрия, слабость мышц. Описано несколько пациентов, у которых доминирующим проявлением заболевания была гипокетотическая гипогликемия.
При анализе биоптата мышечной ткани с окраской гематоксилином и эозином может быть выявлен феномен "рваных красных волокон", говорящий о нарушенном функционировании митохондрий.

## История
Рибофлавин-зависимая непереносимость физической нагрузки была впервые описана в 2016 году группой исследователей Schiff et al.

## Внешние ссылки
- Exercise intolerance, riboflavin-responsive - описание в генетическом каталоге OMIM.